# Id Tech 4引擎
id Tech 4引擎，以前称为毁灭战士3引擎，是個由id Software所開發的遊戲引擎，首度使用這個引擎的遊戲是電腦PC遊戲毀滅戰士3。這個遊戲引擎由約翰·卡馬克（John Carmack）領導設計，他同時也設計了《雷神之鎚》遊戲所使用的引擎。

## 歷史
id Tech 4 引擎原先為id Tech 3的加強版，接著計畫要重新改寫渲染（Render）引擎，但仍然保留其它副系統的功能，例如檔案存取（File Access）和記憶體管理（Memory Management）。在渲染引擎完成後，他們決定要將引擎從C語言改寫為C++語言，最後導致整個引擎重寫。現在所看到的id Tech 4保有部份id Tech 3的程式碼，但大部分的程式碼皆已經被重寫。
id Tech 4 和他的舊引擎相同，最後將會開放原始碼，在2007年的QuakeCon，引擎開發者約翰·卡馬克（John Carmack）表示"I mean I won't commit to a date, but the Doom 3 stuff will be open source."（我不會說出一個確切的釋出日期，但是毀滅戰士3引擎最後會開放原始碼。）

## 特色
id Tech 4 在id Tech 3的基礎下，又增加了許多功能，例如凸凹紋理映射（Bump Mapping）、法向映射（Normal Mapping）和Specular Highlighting。
遊戲引擎還可以進行動態像素打光（dynamic per-pixel lighting）。先前的3D引擎皆是依賴在事先運算好的打光特效或是產生好的光影地圖（Lightmap）。即使是使用了動態光影也只能少部分的影響物體的明亮度。而這項技術讓光影變得更加真實。

### MegaTexture技術
舊版本的毀滅戰士3引擎常被批評缺乏繪製大型戶外場景的功能，而MegaTexture技術解決了這個問題，透過繪製一個巨型的材質（32,768x32,768像素，新版本的MegaTexture可以支援更大的材質貼圖）覆蓋整個地形，並且儲存該地形的相關物理資料。這些物理資料可以告訴引擎你現在處在什麼環境，例如在石頭上行走和草地上行走的聲音將會有相當大的不同。相對於現有使用「套用材質在地形上」的技術，MegaTexture也將讓地圖能夠呈現更精細的景觀。目前唯一使用MegaTexture技術的遊戲是深入敵後：雷神戰争。

## 使用id Tech 4引擎的遊戲
- 毀滅戰士3
  - 毀滅戰士3：邪惡復甦（恶魔归来）
- 雷神之錘4
- 深入敵後：雷神戰争
- 獵魂（Prey）
- 德軍總部：黑曜陰謀
- 边缘战士
- 獵魂2

## 內部連結
- id Tech 2
- id Tech 3
- id Tech 5
- 遊戲引擎